# گنگ (۱۸۸۲)
گنگ (۱۸۸۲) (به انگلیسی: Ganges (1882)) یک زیردریایی است که طول آن ۲۴۱ فوت (۷۳ متر) می‌باشد. این زیردریایی در سال ۱۸۸۲ ساخته شد.